# Соломонові Острови на літніх Олімпійських іграх 2012
Соломонові Острови на літніх Олімпійських іграх 2012 були представлені чотирма спортсменами у трьох видах спорту.

## Результати змагань

### Важка атлетика
Спортсменів — 1
Жінки
| Категорія | Спортсмен        | Вага  | Ривок | Ривок | Ривок | Поштовх | Поштовх | Поштовх | Всього | Місце |
| Категорія | Спортсмен        | Вага  | 1     | 2     | 3     | 1       | 2       | 3       | Всього | Місце |
| --------- | ---------------- | ----- | ----- | ----- | ----- | ------- | ------- | ------- | ------ | ----- |
| до 58 кг  | Дженлі Тегу Віні | 57,43 | 65    | 69    | 69    | 90      | 93      | 95      | 160    | 17    |

### Дзюдо
Чоловіки
| Змагання | Спортсмен | 1/32               | 1/16               | 1/8                | Чвертьфінали       | Півфінали          | Фінал              | Втішний півфінал   | Фінал За 3 місце   |
| Змагання | Спортсмен | Суперник Результат | Суперник Результат | Суперник Результат | Суперник Результат | Суперник Результат | Суперник Результат | Суперник Результат | Суперник Результат |
| -------- | --------- | ------------------ | ------------------ | ------------------ | ------------------ | ------------------ | ------------------ | ------------------ | ------------------ |
| до 60 кг | Тоні Ломо |                    | Неусо Сігак 100-10 | Софіан Мілу 1-20   | Завершив виступ    | Завершив виступ    | Завершив виступ    | Завершив виступ    | Завершив виступ    |

### Легка атлетика
Спортсменів — 2
Чоловіки
| Дисципліна | Спортсмен   | Попередній раунд | Попередній раунд | Чвертьфінали    | Чвертьфінали    | Півфінали       | Півфінали       | Фінал           | Фінал           |
| Дисципліна | Спортсмен   | Результат        | Місце            | Результат       | Місце           | Результат       | Місце           | Результат       | Місце           |
| ---------- | ----------- | ---------------- | ---------------- | --------------- | --------------- | --------------- | --------------- | --------------- | --------------- |
| 100 м      | Кріс Валаса | 11,42            | 6                | Закінчив виступ | Закінчив виступ | Закінчив виступ | Закінчив виступ | Закінчив виступ | Закінчив виступ |

Жінки
| Дисципліна | Спортсмен      | Попередній раунд | Попередній раунд | Чвертьфінали     | Чвертьфінали     | Півфінали        | Півфінали        | Фінал            | Фінал            |
| Дисципліна | Спортсмен      | Результат        | Місце            | Результат        | Місце            | Результат        | Місце            | Результат        | Місце            |
| ---------- | -------------- | ---------------- | ---------------- | ---------------- | ---------------- | ---------------- | ---------------- | ---------------- | ---------------- |
| 100 м      | Пауліна Квалеа | 12,90            | 5                | Закінчила виступ | Закінчила виступ | Закінчила виступ | Закінчила виступ | Закінчила виступ | Закінчила виступ |